# エリザベス・モス
エリザベス・シングルトン・モス（Elisabeth Singleton Moss, 1982年7月24日 - ）は、アメリカ合衆国の女優。『ザ・ホワイトハウス』の大統領令嬢ゾーイ・バートレット役（1999年 - 2006年）、『マッドメン』のペギー・オルセン役（2007年 - 2015年）、『ハンドメイズ・テイル/侍女の物語』のジューン/オブフレッド役(2017-)で知られる。

## キャリア
カリフォルニア州ロサンゼルス出身。父はイギリス人でレコード会社社長兼音楽マネージャー、母はブルース・ハーモニカ奏者。アメリカとイギリスの二重国籍を有する。
1990年からテレビやコマーシャルへの出演を始め、『ピケット・フェンス』などテレビ、映画で子役を演じた。1999年から2006年まで、NBCのヒットドラマ『ザ・ホワイトハウス』でマーティン・シーン演じる合衆国大統領の末娘ゾーイ・バートレット役を演じ、25エピソードに登場している。また同じ1999年に映画『17歳のカルテ』でアンジェリーナ・ジョリー、ウィノナ・ライダーと共演した。
2007年からは、多くの賞を獲得している人気テレビドラマ『マッドメン』で、広告会社で出世していく女性ペギー・オルセン役を演じて脚光を浴びた。ドラマのシーズン1では、モスが演じるペギーは自覚のないまま妊娠・出産をするという設定であった。モスは体重を増やすことはしなかったが、太ったように見せるため身体にパッドをつけ、顔や首にプロセティックを貼っていた。モスはペギー役により、2009年にサテライト賞テレビドラマ部門主演女優賞にノミネートされ、また同年にエミー賞主演女優賞（ドラマ部門）にノミネートされた。2009年には、映画『噂のモーガン夫妻』に出演した。
2017年に主演また製作も務めたHuluの『ハンドメイズ・テイル/侍女の物語』でエミー賞主演女優賞（ドラマ部門）を受賞。『マッドメン』と『トップ・オブ・ザ・レイク～消えた少女～』で7度ノミネートされたモスにとって、8度目のノミネートで悲願の初受賞となった。

## 私生活
2009年、『サタデー・ナイト・ライブ』の人気コメディアンで、15歳年上のフレッド・アーミセンと結婚した。2011年5月に離婚。モスはサイエントロジーの信奉者でもある。

## 主な出演作品

### 映画
| 年   | 題名                                                                                    | 役名                                  | 備考                                                                      |
| ---- | --------------------------------------------------------------------------------------- | ------------------------------------- | ------------------------------------------------------------------------- |
| 1991 | マイホーム・コマンドー Suburban Commando                                                | 少女                                  |                                                                           |
| 1993 | ラングワートの森/ぼくらは小さなレスキュー隊 Once Upon a Forest                          | ミシェル                              | 声の出演 別題『フライング・キッズの大冒険』                               |
| 1994 | 詐欺/イマジナリークライム Imaginary Crimes                                              | グレタ                                | 日本劇場未公開                                                            |
| 1995 | 多重人格 Separate Lives                                                                 | ロニー・ベックウィス                  | 日本劇場未公開                                                            |
| 1995 | 最後の晩餐/平和主義者の連続殺人 The Last Supper                                         | ジェニー・テイラー                    |                                                                           |
| 1999 | ブロークン・ハイウェイ The Joyriders                                                    | ジョディ                              | 日本劇場未公開                                                            |
| 1999 | マムフォード先生 Mumford                                                                | ケイティ                              |                                                                           |
| 1999 | 地上より何処かで Anywhere but Here                                                      | レイチェル                            |                                                                           |
| 1999 | 17歳のカルテ Girl, Interrupted                                                          | ポリー・クラーク                      |                                                                           |
| 2003 | ミッシング The Missing                                                                  | アン                                  |                                                                           |
| 2007 | デイ・ゼロ Day Zero                                                                     | パトリシア                            | 日本劇場未公開                                                            |
| 2009 | 噂のモーガン夫妻 Did You Hear About the Morgans?                                        | ジャッキー・ドレイク                  |                                                                           |
| 2010 | 伝説のロックスター再生計画! Get Him to the Greek                                        | ダフネ・ビンクス                      |                                                                           |
| 2012 | 犬と私とダンナのカンケイ Darling Companion                                              | グレース・ウィンター                  |                                                                           |
| 2012 | オン・ザ・ロード On the Road                                                            | ガラテア・ダンケル / ヘレン・ヒンケル |                                                                           |
| 2015 | ミッシング・サン Meadowland                                                             | シャノン                              | 日本劇場未公開                                                            |
| 2015 | ニュースの真相 Truth                                                                    | ルーシー・スコット                    |                                                                           |
| 2015 | ハイ・ライズ High-Rise                                                                  | ヘレン・ワイルダー                    |                                                                           |
| 2016 | チャンプ Chuck または The Bleeder                                                       | フィル                                | 日本劇場未公開 WOWOW放映時のタイトル『チャック 〜“ロッキー”になった男〜』 |
| 2017 | ザ・スクエア 思いやりの聖域 The Square                                                  | アン                                  |                                                                           |
| 2018 | かもめ The Seagull                                                                      | マーシャ                              | 日本劇場未公開                                                            |
| 2018 | さらば愛しきアウトロー The Old Man & the Gun                                            | ドロシー                              |                                                                           |
| 2018 | ハースメル Her Smell                                                                    | ベッキー・サムシング                  |                                                                           |
| 2019 | ライト・オブ・マイ・ライフ Light of My Life                                             | 母親                                  |                                                                           |
| 2019 | アス Us                                                                                 | キティ・タイラー / ダリア             |                                                                           |
| 2019 | ザ・キッチン The Kitchen                                                                | クレア・ウォルシュ                    |                                                                           |
| 2020 | Shirley シャーリイ Shirley                                                              | シャーリイ・ジャクスン                |                                                                           |
| 2020 | 透明人間 The Invisible Man                                                              | セシリア・カシュ                      |                                                                           |
| 2021 | フレンチ・ディスパッチ ザ・リバティ、カンザス・イヴニング・サン別冊 The French Dispatch | アルムナ                              |                                                                           |
| 2023 | ネクスト・ゴール・ウィンズ Next Goal Wins                                               | ゲイル                                |                                                                           |

### テレビ
| 年        | 題名                                                      | 役名                    | 備考 |
| --------- | --------------------------------------------------------- | ----------------------- | --- |
| 1992-1995 | ピケット・フェンス Picket Fences                          | シンシア・ラークス      | 計7話出演 |
| 1993      | ザ・バットマン Batman                                     |                         | 声の出演 |
| 1993      | アニマニアックス Animaniacs                               |                         | 声の出演 |
| 1999-2006 | ザ・ホワイトハウス The West Wing                          | ゾーイ・バートレット    | 計25話出演 |
| 2003      | ザ・プラクティス ボストン弁護士ファイル The Practice      | ジェシカ・パルマー      | 第8シーズン第7話「強姦被害者保護」                                                                             |
| 2005      | LAW & ORDER:陪審評決 Law & Order: Trial by Jury           | ケイティ・ネヴィンズ    | 第1シーズン第5話「独善的正義の弊害」                                                                           |
| 2005-2006 | Invasion -インベイジョン- Invasion                        | クリスティーナ          | 計5話出演 |
| 2006      | LAW & ORDER:犯罪心理捜査班 Law & Order: Criminal Intent   | レベッカ                | 第5シーズン第22話「大義のために」                                                                              |
| 2007      | グレイズ・アナトミー 恋の解剖学 Grey's Anatomy            | ニーナ                  | 第3シーズン第19話「計画外のできごと」                                                                          |
| 2007      | ミディアム 霊能者アリソン・デュボア Medium                | ヘイリー / ジェニー     | 第3シーズン第19話「凍ったダイヤモンド」                                                                        |
| 2007      | ゴースト 〜天国からのささやき Ghost Whisperer             | ニッキー・ドレイク      | 第3シーズン第7話「悲しき霊能者」                                                                               |
| 2007-2013 | マッドメン Mad Men                                        | ペギー・オルセン        | 計76話出演 |
| 2008      | サタデー・ナイト・ライブ Saturday Night Live              | ペギー・オルセン        | ゲスト出演 |
| 2009      | マーシー・ホスピタル Mercy                                | ルーシー・モートン      | 計1話出演 |
| 2013      | トップ・オブ・ザ・レイク 〜消えた少女〜 Top of the Lake   | ロビン・グリフィン      | ミニシリーズ                                                                                                   |
| 2013      | ザ・シンプソンズ The Simpsons                             | グレッチェン            | 声の出演 第25シーズン第5話「暴走する父性」                                                                     |
| 2017      | トップ・オブ・ザ・レイク 〜チャイナガール Top of the Lake | ロビン・グリフィン      | ミニシリーズ シーズン2                                                                                         |
| 2017-     | ハンドメイズ・テイル/侍女の物語 The Handmaid's Tale       | ジューン / オブフレッド | 兼監督・製作 エミー賞主演女優賞（ドラマシリーズ部門）受賞 ゴールデングローブ賞女優賞（ドラマシリーズ部門）受賞 |
| 2022      | シャイニング・ガール Shining Girls                        | カービー・マズラチ      | 兼監督・製作総指揮                                                                                             |

## 参照
1. ↑  “Elisabeth Moss Biography (1983-)”.   Filmreference.com. 2011年2月10日閲覧。
2. ↑  “第６９回エミー賞授賞式が開催！ 「The Handmaid’s Tale」が作品賞、主演女優賞含む８部門を受賞！ エリザベス・モスが悲願の初エミー受賞”.   tv Groove (2017年9月18日). 2018年9月18日閲覧。
3. ↑  "Mad Men's Elisabeth Moss Marries SNL's Fred Armisen", People, 2009-10-26.  Retrieved on 2010-08-13.
4. ↑  "Elisabeth Moss, Fred Armisen divorce official" May 19, 2011, MSNBC
5. ↑  Barnes, Brooks (2009年6月5日). “She’s Nothing Like Peggy, or Is She?”. New York Times 2011年2月10日閲覧。